# Philonotis humilis
Philonotis humilis är en bladmossart som beskrevs av Bridel 1827. Philonotis humilis ingår i släktet källmossor, och familjen Bartramiaceae. Inga underarter finns listade i Catalogue of Life.